# Xanthoparmelia novomexicana
Xanthoparmelia novomexicana är en lavart som först beskrevs av Vilmos Kőfaragó-Gyelnik, och fick sitt nu gällande namn av Hale. Xanthoparmelia novomexicana ingår i släktet Xanthoparmelia och familjen Parmeliaceae.   Inga underarter finns listade i Catalogue of Life.